# Desa Cisampih (administrativ by i Indonesien, Jawa Barat, lat -6,89, long 108,15)
Desa Cisampih är en administrativ by i Indonesien.   Den ligger i provinsen Jawa Barat, i den västra delen av landet, 160 km sydost om huvudstaden Jakarta.